# Оценка медицинских технологий
Оценка медицинских технологий (сокр. ОМТ) или оценка технологий здравоохранения (сокр. ОТЗ) — междисциплинарный всесторонний процесс анализа результатов применения медицинских технологий в краткосрочной и долгосрочной перспективе с последующим обобщением информации по медицинским, социальным, экономическим, организационным, юридическим и этическим вопросам. Направлен на оптимизацию принятия решений и преследует своей целью разработку эффективной и безопасной политики здравоохранения. Проводится на основе открытых, непредвзятых, систематических и устойчивых процедур.
Медицина, основанная на доказательствах стала неотъемлемой частью современной системы здравоохранения. Оценка медицинских технологий систематически оценивает свойства, эффекты и другие воздействия технологий. Учитывает такие факторы как эффективность вмешательств, в том числе среди различных групп населения, стоимость и сравнение с альтернативами. Предназначена для информирования разработчиков политик в области здравоохранения в отношении применения технологий на уровне индивидуальных пациентов, медицинских учреждений или на региональных или международных уровнях. В странах, где есть агентства по оценке медицинских технологий, оценка медицинских технологий имеет сильную политическую поддержку.
Оценка медицинской технологии по времени может выполняться от 1 месяца до 2 лет, в зависимости от выбранного типа отчёта и уровня, на котором она проводится (локальный, региональный или национальный). Отчёты по оценке медицинских технологий между странами могут сильно различаться как по содержанию, так и по охвату рассматриваемых вопросов. По методике и содержанию могут быть представлены 3 основными видами: полными, мини- или экспресс-отчётами.
Для получения клинических доказательств эффективности медицинских вмешательств в рамках оценки медицинских технологий наиболее часто используются систематические обзоры, обновления существующих систематических обзоров и обзоры обзоров (метаобзоры). Все эти виды обзоров предполагают подготовку протокола, по которому исследование может быть воспроизведено другими людьми, поиск информации по разным базам данных и по серой литературе и наличие как минимум двух рецензентов на каждом этапе рецензирования.

## Медицинские технологии
Понятие «технологии» может восприниматься по-разному, от устройств до информационных технологий. В медицине это понятие имеет широкую трактовку. В общем случае медицинские технологии подразумевают практическое применение знаний для поддержания или улучшения здоровья отдельных людей или населения в целом.
По части применяемых средств медицинские технологии включают в себя лекарственные препараты, биопрепараты, медицинское оборудование, устройства, медицинские тесты, средства индивидуальной защиты. В части применяемых техник включает в себя медицинские и хирургические процедуры. На уровне учреждений — клинические лаборатории, базы данных и вспомогательные системы. На более глобальном уровне — публичные программы здравоохранения, организационные и управленческие системы.
Медицинские технологии могут преследовать разные цели, они могут относиться к профилактике, скринингу, лечению, реабилитации и паллиативной помощи. Многие технологии могут быть отнесены к какой-либо отдельной категории, в то время как некоторые технологии могут использоваться для разных целей, а некоторые могут в плане поддержки относиться ко всем категориям (например, системы электронного медицинского документооборота).

## Цели
Оценка медицинских технологий преследует основной своей целью формирование безопасной, эффективной, основанной на принципах равенства и справедливости и качественной системы здравоохранения, что подразумевает помощь в формировании процесса принятия решений и информирование разработчиков политик в области здравоохранения об эффективности медицинских технологий с учётом экономических, организационных, социальных и этических вопросов. Оценка медицинских технологий должна дать ответы на конкретные вопросы, которые возникают у ответственных за принятие решений лиц.

## Организации
По устройству оценка медицинских технологий различается между странами, может различаться и между регионами. Во многом это зависит от устройства системы здравоохранения (например, является ли она централизованной или распределённой по регионам) и вовлечённости в неё государства. Организации по оценке медицинских технологии могут учреждаться министерствами здравоохранения, могут быть некоммерческими, коммерческими, получая плату за оценку новых терапий, или получать смешанное финансирование, могут быть независимыми от правительства, выполняя заказную работу (от государства или иных заказчиков), могут быть представлены проектами, организованными профессиональными сообществами, а также могут спонсироваться академическим сектором.
Вовлечённые в процессы оценки медицинских технологий организации могут работать на местном, региональном, национальном или международном уровнях. На локальном и региональном уровнях организации могут решать вопросы отдельных медицинских учреждений, организаций, страховых компаний, служб здравоохранения, местных властей или иных учреждений. На национальном уровне такие организации подотчётны государственным органам, правительству или национальной системе здравоохранения. На национальном уровне независимые от правительства федеральные агентства по оценке медицинских технологий могут помогать правительственным организациями принимать решения в финансировании медицинских технологий.
Образование сети организаций на любом из уровней способствует помощи новым организациям в условии ограниченных ресурсов, поскольку позволяет не проводить повторно уже проведённые другими организациями оценки медицинских технологий.
Большая часть публикуемой по теме оценки медицинских технологий литературы посвящена национальному уровню. Согласно международному опросу 2008 года большая часть организация по оценке медицинских технологий на тот момент была именно на национальном уровне, при этом организации на этом уровне обычно работали и на международном уровне тоже. Все опрошенные организации были некоммерческими и обычно либо относились к государственным институтам, либо к университетам.

## Отчёты
| Состояние                       | День        |
| ------------------------------- | ----------- |
| Полный отчёт                    | 8,8 месяцев |
| Мини-отчёт                      | 4 месяца    |
| Экспресс-отчёт                  | 2,9 месяцев |
| Аналитический обзор             | 2,8 месяцев |
| Отчёт по сканированию горизонта | 2,8 месяцев |

По объёму выполненных работ и содержанию отчёты по оценке медицинских технологий могут быть представлены тремя основными типами: полными отчётами, мини-отчётами и экспресс-отчётами. Отчёты также могут быть представлены в виде аналитических обзоров (англ. policy brief) и отчётов по сканированию горизонта, но для данных видов отчётов отсутствует стандартное определение, и они сильно варьируются между организациями.
Полные отчёты содержат всестороннюю междисциплинарную оценку медицинских технологий, при которой наряду с безопасностью и эффективностью учитываются клинические, экономические, организационные и этические вопросы. В случае полного и мини-отчёта проводится систематический обзор литературы или систематический обзор высококачественных доказательств. В отличие от полного отчёта мини-отчёт сосредоточен на безопасности и эффективности с небольшим уклоном в экономическую сторону. Экспресс-отчёт обычно предполагает ограниченный обзор высококачественных доказательств или недавних доказательств и обычно оценивает лишь безопасность и эффективность технологии. Мини- и экспресс-отчёты также могут рассматривать организационные вопросы.
На национальном или региональном уровне обычно подготавливаются полные отчёты, в редких случаях экспресс-отчёты, в то время как на уровне отдельных больниц возможны любые варианты отчётов. При этом на национальном или региональном уровне обычно идёт сравнение с технологией, которая является золотым стандартом или которая используется в стране, в то время как на уровне больниц сравнение идёт с используемой в рамках больницы технологией.

## В мире
Согласно глобальным опросам Всемирной организации здравоохранения (ВОЗ) 2015 и 2020—2021 годов примерно 80 % стран имели опыт в применении оценки медицинских технологий в том или ином виде путём сбора и анализа информации о медицинских технологиях для обоснования принятия решений. При этом не все страны к процессу сбора и анализа информации о медицинских технологиях применяют термин «оценки медицинских технологий».
Согласно опросу 2015 года в большинстве стран оценка медицинских технологий преследует основной своей целью оценку безопасности и клинической эффективности, экономические и бюджетные же аспекты являются второстепенными; в меньшей степени рассматриваются вопросы этики и соблюдения принципов равенства и справедливости и сложности осуществления. Наиболее известные в мире агентства по оценке медицинских технологий учитывают экономический аспект, что подразумевает сравнение с другими решениями и снижение риска внедрения технологий, которые могут препятствовать внедрению технологий, обладающих бо́льшими преимуществами.

## История
Понятие оценки технологий возникло в середине 1960-х годов, когда технологии стали играть существенную роль в жизни общества, и возникло понимание их возможного негативного влияния, в том числе в ходе химической, индустриальной и сельскохозяйственной деятельности, а также в других сферах, включая здравоохранение. Первые оценки технологий охватывали такие сферы как ядерные электростанции, загрязнение воздуха автомобилями, вред от пестицидов, искусственное сердце и т. д. Сам термин оценки технологий был введён в 1965 году.
Начало доказательной медицины было положено в начале 1970-х годов, когда Арчи Кокрейн и Джек Веннберг опубликовали статьи, которые обозначили проблемы в области здравоохранения и недостаток доказательств эффективности у многих стандартных медицинских вмешательств. По отношению к оценке технологий в области здравоохранения начал употребляться термин оценки медицинских технологий. Начало же оценки медицинских технологий с применением систематического подхода было положено в США в 1976 года с публикацией первого отчёта Управления технологических оценок США. Вскоре, в 1980-х годах, термин оценки медицинских технологий начал распространяться и на другие индустриальные страны, чему способствовало формирование Шведского совета по оценке технологий в здравоохранении. Большой вклад в развитие оценки медицинских технологий оказало открытие первого Кокрановского цента в Великобритании в 1992 году с последующим формированием Кокрановского содружества.
В конце 1970-х к тем, кто работал в сфере оценки медицинских технологий пришло понимание, что в данной сфере необходимо налаживание международного сотрудничества. В 1985 году в Копенгагене было организовано собрание, где присутствовали участники из 16 стран. На собрании было создано первое международное сообщество по оценке медицинских технологий ISTAHC. Просуществовав примерно 20 лет, организация была расформирована, а ей на смену в 2003 году пришла HTAi. Первым объединением агентств по оценке медицинских технологий стала основанная в 1993 году международная сеть агентств INAHTA. Впоследствии появились также и региональные международные организации.